# 李皇后 (王延羲)
李皇后（？—944年），崇妙保圣坚牢塔石刻称为“李氏十九娘”，闽景宗王延羲的皇后，司空李真之女。
永隆四年（942年）正月，被册立为皇后。李皇后嗜酒貪杯，刚愎自用，王延羲对她又宠又怕。之後王延羲宠爱尚贤妃，並生下兒子，李皇后非常妒忌。拱宸都指挥使朱文进、阁门使连重遇帮助王延羲杀先帝王继鹏夺得皇位，因王延羲杀戮大臣而想弑君自保。李皇后欲弑王延羲而立自己的兒子闽王王亚澄为皇帝，联络朱文进、连重遇。永隆六年（944年）三月十三日，李真得病，王延羲探病，在路上被朱文进所杀，朱文进背叛了李皇后，没有拥立王亚澄，而是自立为闽主，并屠杀王氏宗族，李皇后、王亚澄母子皆遇害。

## 历史评价
司马光《资治通鉴》：①“骄淫苛虐，猜忌宗族，多寻旧怨。；②“曦荒淫无度。